# Thad Jones
Thaddeus Joseph Jones znany jako Thad Jones (ur. 28 marca 1923 w Pontiac, zm. 21 sierpnia 1986 w Kopenhadze) – amerykański trębacz jazzowy, kompozytor i bandlider.
Wychował się w muzykalnej rodzinie. Jego bracia byli bardzo znanymi muzykami jazzowymi: starszy Hank pianistą, a młodszy Elvin perkusistą. Thad był muzykiem-samoukiem. Występował zawodowo już w wieku 16 lat. W czasie II wojny światowej był członkiem orkiestr Armii Stanów Zjednoczonych (w latach 1943–1946).
Po wojnie kontynuował muzyczną karierę. Występował w zespole saksofonisty Billy'ego Mitchella na początku lat 50., potem u Charlesa Mingusa, a w latach 1954–1963 w big bandzie Counta Basiego, gdzie był także kompozytorem i aranżerem. Następnie prowadził kwintet wspólnie z Pepperem Adamsem.
W 1965 założył big band The Jazz Orchestra, który prowadził razem z perkusistą Melem Lewisem i który był znany jako Thad Jones/Mel Lewis Orchestra. Zespół ten zdobył nagrodę Grammy w 1979 w kategorii Best Large Jazz Ensemble Album za album Live in Munich. 
W 1978 Jones niespodziewanie przeniósł się do Kopenhagi, gdzie utworzył nowy zespół Eclipse. Komponował też i nagrywał dla big bandu Radia Duńskiego. W 1985 powrócił do Stanów Zjednoczonych, by objąć prowadzenie Count Basie Orchestra, jednak w lutym 1986 zrezygnował z powodu choroby i wrócił do Danii. Zmarł w Kopenhadze. Jest pochowany na cmentarzu Vestre Kirkegard w tym mieście.

## Wybrana dyskografia
- The Fabulous Thad Jones (1954)
- Detroit-New York Junction (1956)
- The Magnificent Thad Jones (1957)
- Mad Thad (1957)
- Motor City Scene (1959)
- Mean What You Say (z Pepperem Adamsem) (1966)
- Greetings and Salutations (1977)
- The Thad Jones and Mel Lewis Quartet (1977)
- It Only Happens Every Time (z Monicą Zetterlund i Orkiestrą Mela Lewisa) (1978)